# Itsjinski
Itsjinski (Russisch: Ичинский) is een voormalige nederzetting (posjolok) in het Sobolevski-rajon van de Russische kraj Kamtsjatka. Het dorpje ligt op een smalle zanderige landtong aan de Zee van Ochotsk.
Het dorp werd gesticht in 1929-1930, en is genoemd naar de rivier de Itsja, die ongeveer 5 km noordelijker in zee uitmondt.
In het verleden waren hier een school met internaat voor 233 leerlingen, een kleuterschool voor 50 kinderen, een kliniekje met 20 bedden, een postkantoor en een paar winkels.
In juli 2012 kwamen de inwoners van het dorpje bijeen, en tijdens die bijeenkomst werd besloten om de officiële (posjolok-)status van het dorp op te heffen. Dit werd bekrachtigd met een besluit van de wetgevende vergadering van het Kamtsjatka-gebied op 24 juli 2012. Sindsdien is het aantal bewoners gestaag afgenomen. In 2021 woonden er nog 17 mensen.